# 24 Hores de Montjuïc
Les 24 Hores de Montjuïc foren una cursa motociclista de resistència que es disputà entre 1955 i 1986 al Circuit de Montjuïc de Barcelona. L'esdeveniment era organitzat per la Penya Motorista Barcelona a començaments del mes de juliol, i fou conegut també com a 24 Hores Internacionals de Montjuïc o 24 Hores Motociclistes de Montjuïc.
Al llarg de la seva història la prova assolí gran prestigi internacional, esdevenint puntuable per a la Copa d'Europa i més tard per al Campionat del Món de resistència, fins que el 1982 la FIM la n'apartà en considerar que el circuit havia quedat desfasat. Tot i així, les 24 Hores seguiren celebrant-se fins al 1986, en què un tràgic accident en provocà la definitiva cancel·lació. A partir de 1995 la cursa es reprengué, aquest cop al Circuit de Montmeló amb el nom de 24 Hores Motociclistes de Catalunya.

## Història

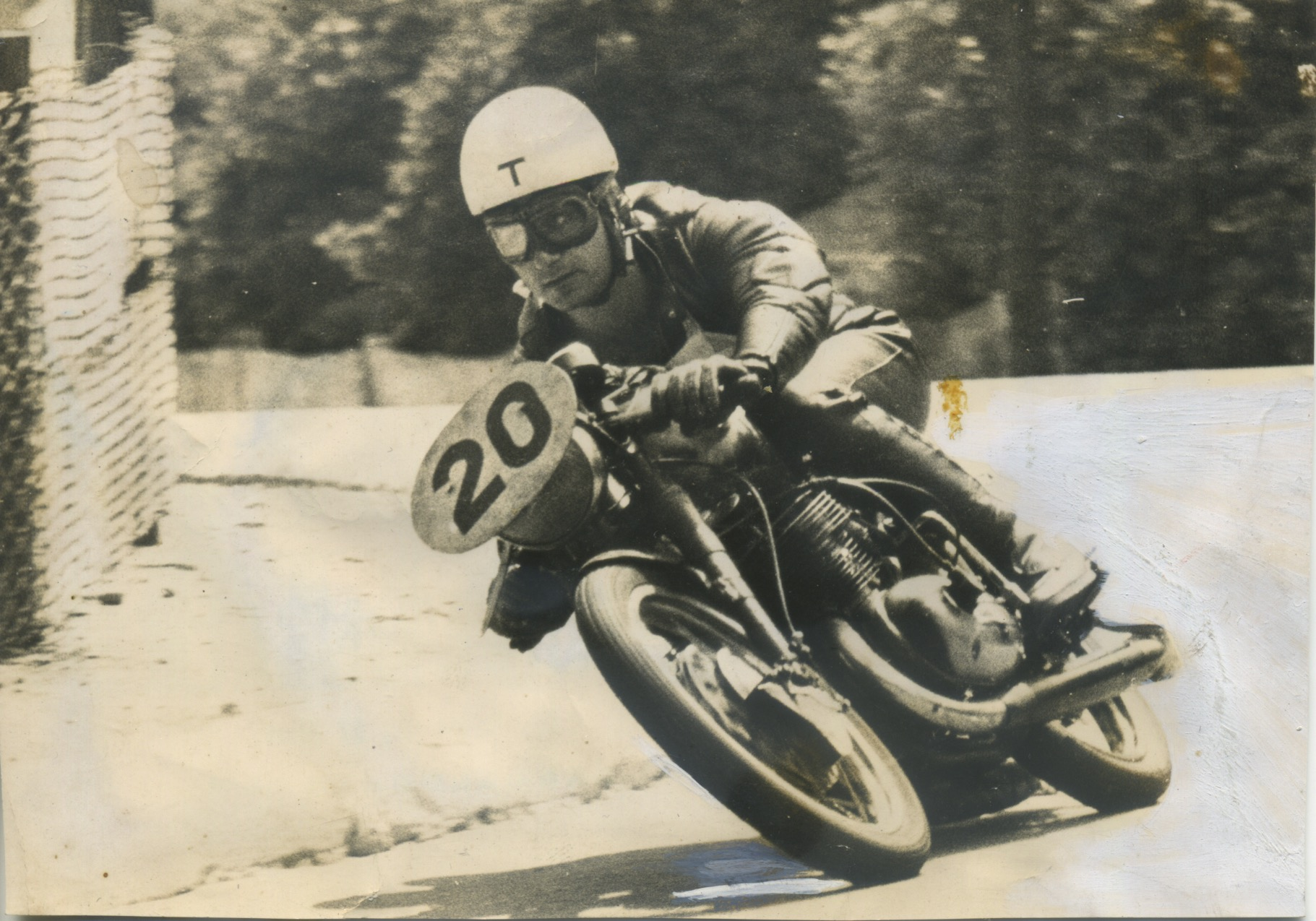
Paco Tombas amb la Derbi 350 a l'edició de 1958

La Penya Motorista Barcelona, entitat fundada el 1947, decidí d'organitzar el 1955 una cursa de velocitat de llarga durada en què es posessin a prova la força física dels pilots i el rendiment mecànic de les motocicletes, nasquent així les 24 Hores. La idea inicial se li havia acudit a Francesc Xavier Bultó, inspirant-se en les 24 Hores de Le Mans, i l'hi havia suggerit al president de la Penya, Marià Cugueró, un any abans.
El primer reglament definit estipulava que les motocicletes havien de ser de sèrie i els equips havien d'estar formats per dos pilots, cadascun dels quals havia de pilotar la moto un mínim de sis hores totals i un màxim de sis sense interrupció. Als boxes només hi podien ser el copilot, un delegat de l'equip, un mecànic i l'encarregat de l'aprovisionament. Es permetien les reparacions durant la cursa, però no pas el canvi de peces. La sortida es faria com a Le Mans (a moto parada i arrencant a córrer cap a ella els pilots des de l'altra banda de la calçada). Per a les primeres edicions es definiren un seguit de cinc categories, lliurant-se un trofeu a l'equip guanyador de cadascuna d'elles: 100cc (superior a 75cc), 125cc, 250cc, 350cc i 500cc.
La primera edició es disputà el 3 de juliol de 1955 al circuit del Parc de Montjuïc, amb Enric L. Massé com a director de cursa i 45 equips participants, gairebé tots catalans. Els guanyadors, Joan Soler Bultó i Josep Maria Llobet, "Turuta", amb una Montesa Brío 125 cc de sèrie, varen fer 510 voltes al circuit, recorrent 1.935,922 km a una velocitat mitjana de 80,663 km/h.

### Primeres edicions
Al cap de tres anys d'haver-se instituït, la cursa va guanyar la internacionalitat. El primer equip forà a triomfar-hi, format pels italians Gandosi i Spaggiari amb una Ducati 125 cc, elevà la distància recorreguda a 2.228,902 km, a una mitjana de 92,870 km/h.
El 1959 es produí la primera victòria d'una motocicleta de gran cilindrada, la BMW 600 dels britànics Daniel i Darvill, sense poder però superar el rècord establert per la Ducati 125 cc de Gandosi i Spaggiari. Aquell any s'encentà la història tràgica de la cursa, en morir-hi Conrad Cadirat, un dels millors pilots d'aleshores, després de caure i ser atropellat pel pilot que el seguia. Es donava la circumstància que pocs mesos abans la promesa de Cadirat, la gimnasta Olga Soler, s'havia mort en un accident d'aviació (el mateix en què morí Joaquim Blume). A partir d'aleshores s'instituí el Trofeu Cadirat, en memòria de l'infortunat pilot.

### Copa i Campionat d'Europa

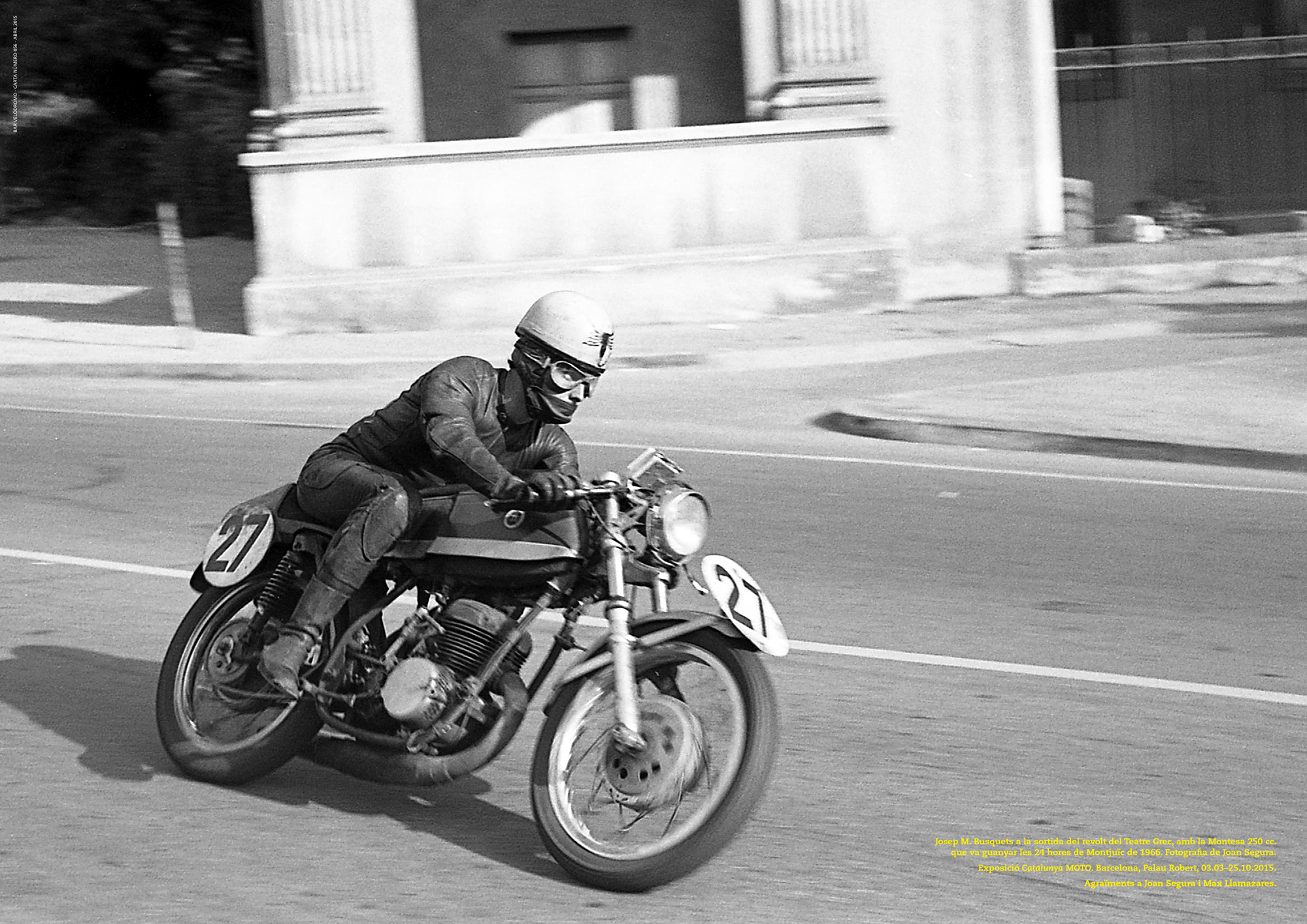
Josep Maria Busquets amb la Montesa Impala 250 camí de la victòria a l'edició de 1966

En la seva sisena edició, el 1960, les "24 Hores Motociclistes de Montjuïc" varen puntuar per la I Copa d'Europa ("Copa FIM"), competició establerta per la FIM atesa la importància que anaven prenent internacionalment les curses de resistència. Les altres proves del calendari eren el Bol d'Or, la Thruxton 500 (a Hampshire) i les "24 Hores de Warsage" (a Dalhem). Aquell any, la BMW 600 guanyadora, pilotada pels britànics Darvill i Price, apujà el rècord a 2.325,5 km i la mitjana a 96,897 km/h. El 1966, Josep Maria Busquets i l'italià Francesco Villa, amb una Montesa Impala 250 cc, superaren la barrera dels 100 km/h de mitjana, establint el rècord en 102,047 km/h.
El 1976, la Copa d'Europa esdevingué Campionat d'Europa, amb les 24 Hores de Montjuïc com una de les proves destacades del calendari.
Amb els anys, el predomini de les màquines inferiors al "mig litre" (500cc) va acabar definitivament, donant pas a potents motocicletes de cilindrades superiors, arribant al màxim la rivalitat amb l'entrada en escena de les marques japoneses (Honda, Kawasaki, Suzuki i Japauto), que es disputaven el triomf amb les europees (BMW, Ducati, Laverda i Guzzi, havent quedat en minoria les catalanes Montesa, Bultaco i OSSA).

### 1980, Campionat del Món
El 1980, la cursa fou inclosa en el Campionat del Món de Resistència, mantenint-hi la titularitat fins al 1982, en què un boicot dels pilots francesos donà lloc que la FIM vetés Montjuïc per a aquest campionat a partir de la temporada següent, 1983.
El circuit de Montjuïc havia esdevingut obsolet a causa de les potents mecàniques i les grans velocitats que permetien assolir (amb mitjanes de 120 km/h), que comprometien seriosament la seguretat de participants i públic. Així, un cop Barcelona ja havia perdut el Gran Premi d'automobilisme i el de Motociclisme pels mateixos motius, la ciutat tornava a perdre un esdeveniment esportiu de primer ordre.

### Darrers temps
Els organitzadors, però, no s'arronsaren i el 1983 tornaren a programar la cursa, malgrat no ser puntuable per a cap campionat internacional. Malauradament, les 24 Hores ja estaven sentenciades i el 1986, amb la tràgica mort de Mingo Parés, es va acabar assumint la realitat. Les 24 Hores no es tornarien a celebrar més a la "Muntanya Màgica" i haurien d'esperar a la inauguració del Circuit de Montmeló, el 1991, per a tornar-se a celebrar a partir de 1995, ara ja en un emplaçament específicament pensat per a la pràctica d'aquest esport amb tota mena de mesures de seguretat.

## Actualitat

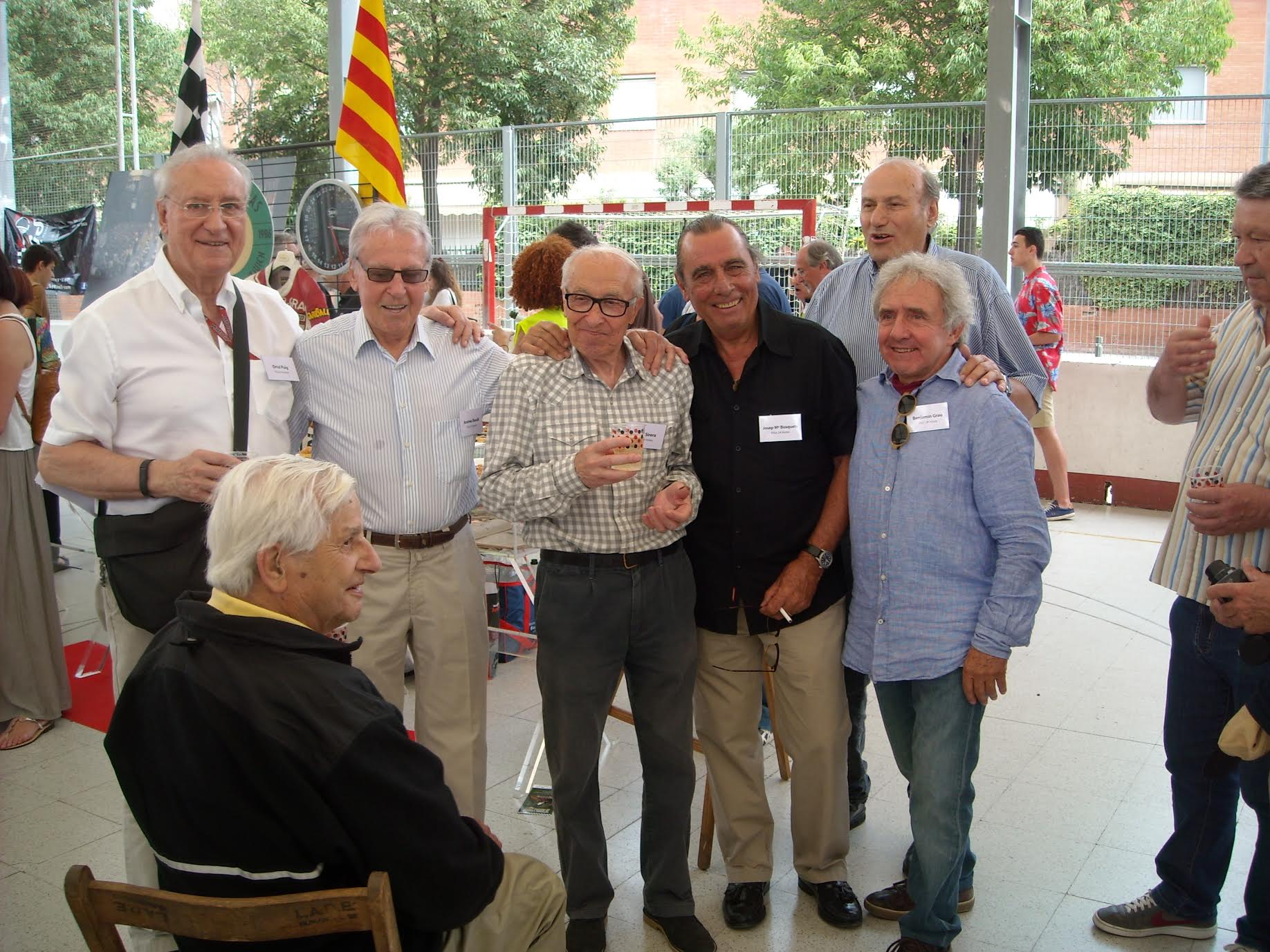
Antics participants a les 24 Hores, durant la II Llotja del Vehicle Clàssic de Mollet (2015)

Entre el juliol del 2012 i el setembre del 2013, el Museu de la Moto de Barcelona organitzà una exposició monogràfica temporal dins les seves instal·lacions, anomenada «Les 24 Hores de Montjuïc», en la qual es podia admirar una mostra de models històrics que havien participat en la cursa, des de les primeres edicions fins a les darreres. Hi destacava una selecció de models guanyadors de la cursa al llarg de la seva història, situada a la sala central del museu, completada amb nombrós material relacionat amb la cursa, des de medalles, trofeus, reculls de premsa i cartells de la prova fins a granotes i equipament divers emprat pels pilots i equips participants.
Durant la II Llotja del Vehicle Clàssic de Mollet, organitzada pel Museu Isern de la Moto del 13 al 14 de juny de 2015 a Mollet del Vallès, es muntà una exposició dedicada a les 24 Hores de Montjuïc que incloïa documents i vehicles històrics. L'esdeveniment comptà amb la presència de molts dels pilots guanyadors de la prova i d'altres que hi varen participar al llarg de la història.

## Protagonistes

### El circuit

El Circuit de Montjuïc

El Circuit de Montjuïc constava de dos sectors totalment oposats: primer hi havia una baixada amb revolts lents, tots ells coneguts popularment pel seu nom ("Angle Miramar", "Cega", "Roserar", Font del Gat, Teatre Grec, "Vies" i "Guàrdia Urbana") i s'enllaçava després amb una pujada de revolts ràpids ("Pèrgola", "Contrapèrgola", Poble Espanyol i "Sant Jordi"). A més a més, s'hi afegí una xicana passada la recta de l'Estadi, abans de l'angle de Miramar (que fou eliminat després de les obres prèvies a les Olimpíades de Barcelona 92).

### Accidents mortals
Les 24 Hores acumularen al llarg de la seva història un tràgic balanç de víctimes mortals que n'acabà provocant la fi. Aquesta n'és la llista:
- Conrad Cadirat (1959)
- Pere Bernaus (1966)
- L'anglès Gerald Bunting i l'alemany Peter Strauss[10] (1970)
- Francesc Cufí (1973)
- El comissari de pista Joan Gálvez Ferrándiz (1981)
- L'alemany Niklaus Rück (1985)
- Mingo Parés (1986)

Cal esmentar també la mort de Marià Vilagrasa el 1956, ja que, tot i no haver-se produït durant la cursa, hi tingué una estreta relació: fou assassinat d'un tret per un "guàrdia de parcs i jardins" mentre s'entrenava de nit al circuit, uns dies abans de la prova.

### Ducati

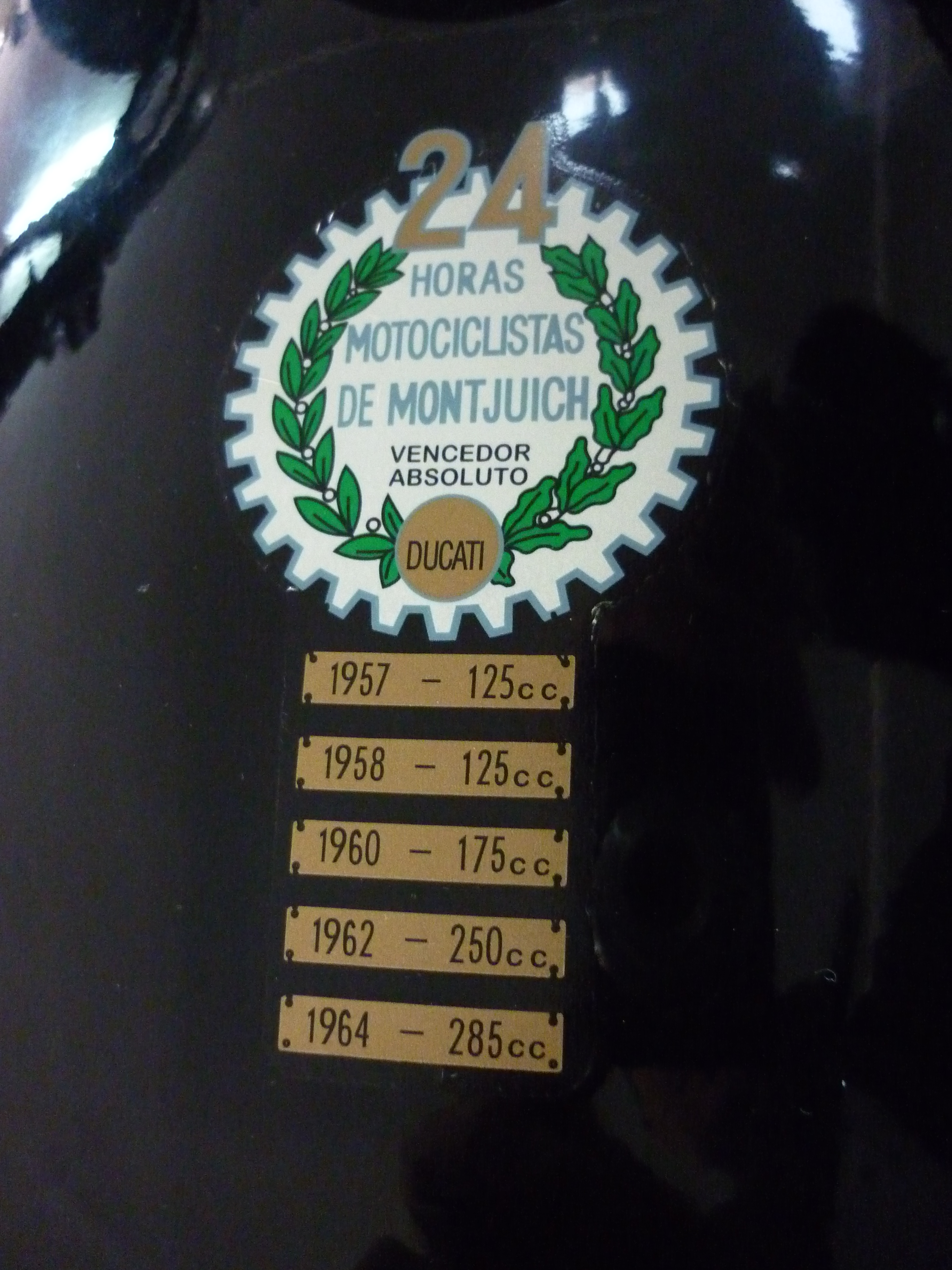
Palmarès de Ducati a la cursa fins a 1964

El fabricant de motocicletes que té més relació amb les 24 Hores és sens dubte Ducati. A mitjan anys 50 la marca italiana tenia intenció de ficar-se en el món de les curses i, seguint la idea de Fabio Taglioni (un jove enginyer apassionat de la competició), l'empresa es proposà de desenvolupar una moto capaç de guanyar-ne i, al mateix temps, ser produïda en sèrie. Naixia així l'any 1955 la Ducati Gran Sport, més coneguda com a Marianna.
Malgrat que Ducati participà a Montjuïc des dels seus inicis, no fou fins que ho feu amb la Marianna (el 1957) que va començar a triomfar. Aquell any les tres Ducati ocuparen les tres primeres posicions finals i l'any següent les cinc.
Durant els anys següents i amb diferents models, més evolucionats, Ducati va pujar al podi en nombroses ocasions. Fins i tot, la cursa catalana donà nom a un dels models més recordats de la marca: la 24 Horas, fabricada a Catalunya per Mototrans entre 1966 i 1974. Aquest model suplia les seves cosines italianes (la Mach 1 i la Mark 3) en el mercat estatal, arribant-se a exportar al Regne Unit.

### Dave Degens
Tot i que les fàbriques de motocicletes apostaven dur a Montjuïc, presentant-hi equips oficials amb tot el suport possible, el 1965 fou un pilot privat amb una moto artesanal qui s'endugué la victòria. Dave Degens era un dels preparadors de cafe racers més sol·licitats al Regne Unit. Els corredors d'aquesta mena de motocicletes preparaven els seus prototipus sobre la base d'antigues motos angleses i les sotmetien a grans transformacions perquè fossin com més competitives millor. Degens decidí portar a Montjuïc una de les seves creacions, la Dresda-Triton amb motor Norton de 750 cc, guanyant-hi la cursa. El 1970 repetí la proesa, aquest cop amb una Dresda-Triumph.

### Cilindrades
Tot i l'inesperat podi assolit per Benjamí Grau i Joan Bordons el 1972 amb una Bultaco de 360 cc, el temps de les motos de menys de 500 cc tocava ja a la seva fi. El 1974 la victòria fou per a l'equip francès Godier - Genoud amb una Kawasaki 900 i l'any següent cap equip que optés a la victòria no presentava ja màquines de menys de 750 cc (Honda, Japauto, Kawasaki, BMW, Laverda i Ducati n'inscrigueren d'entre 750 i 1000 cc).

### Benjamí Grau
Benjamí Grau és potser el pilot més recordat de tots els que participaren en la cursa. Amb set victòries entre 1972 i 1986 (sis amb Ducati i una amb Bultaco), guanyà l'apel·latiu de Rei de Montjuïc. Juntament amb Salvador Cañellas formà un dels millors tàndems de la història de les 24 Hores, guanyant-hi el 1973 i el 1975.
Aquesta darrera fou justament una de les edicions més apassionants i disputades: Kawasaki hi presentava nou motos, Ducati cinc, Honda i Japauto deu, BMW i Laverda cinc cadascuna, a més de les Norton, Triumph, Guzzi, Dresda, Montesa, OSSA i Bultaco. En un aparellament de darera hora, Grau formà equip amb Cañellas i prengueren la sortida des de les darreres posicions, amb una Ducati. En només una hora es posaren al capdavant de la cursa i varen rodar les restants vint-i-tres amb domini absolut, aconseguint una recordada victòria.

## Palmarès
| Edició                                | Any  | Equip guanyador                                   | Motocicleta                      | Motocicleta | Motocicleta | Resultat | Resultat  | Resultat |
| Edició                                | Any  | Equip guanyador                                   | Marca                            | Motor       | Cilindres   | Voltes   | Km        | Km/h     |
| ------------------------------------- | ---- | ------------------------------------------------- | -------------------------------- | ----------- | ----------- | -------- | --------- | -------- |
| I                                     | 1955 | Joan Soler Bultó · Josep Maria Llobet, "Turuta"   | Montesa 125                      | 2T          | 1           | 510      | 1.935,922 | 80,663   |
| II                                    | 1956 | Juan Elizalde · Arturo Elizalde, "Lucas"          | Montesa 142                      | 2T          | 1           | 549      | 2.082,266 | 86,761   |
| III                                   | 1957 | Alberto Gandossi · Bruno Spaggiari                | Ducati Sport 125                 | 4T          | 1           | 588      | 2.228,902 | 92,870   |
| IV                                    | 1958 | Giuseppe Mandolini · Paolo Maranghi               | Ducati 125                       | 4T          | 1           | 586      | 2.224,736 | 92,697   |
| V                                     | 1959 | Bruce Daniels · Peter Darvill                     | BMW 600                          | 4T          | 2           | 585      | 2.220,836 | 92,534   |
| Copa FIM de resistència               |      |                                                   |                                  |             |             |          |           |          |
| VI                                    | 1960 | Francesco Villa · Alfredo Balboni                 | Ducati 175                       | 4T          | 1           | 603      | 2.288,654 | 95,364   |
| VII                                   | 1961 | Norman Price · Peter Darvill                      | BMW 600                          | 4T          | 2           | 613      | 2.325,500 | 96,897   |
| VIII                                  | 1962 | Ricard Fargas · Enzo Rippa                        | Ducati 250                       | 4T          | 1           | 591      | 2.243,722 | 93,488   |
| IX                                    | 1963 | Jordi Sirera · Enric Sirera                       | Montesa 250                      | 2T          | 1           | 620      | 2.353,251 | 98,052   |
| X                                     | 1964 | Bruno Spaggiari · Giuseppe Mandolini              | Ducati 285                       | 4T          | 1           | 635      | 2.407,062 | 100,293  |
| XI                                    | 1965 | Dave Degens · Rex Butcher                         | Dresda-Triton (Motor Norton 650) | 4T          | 2           | 631      | 2.395,244 | 99,801   |
| XII                                   | 1966 | Josep Maria Busquets · Francesco Villa            | Montesa 250                      | 2T          | 1           | 646      | 2.499,140 | 102,047  |
| XIII                                  | 1967 | Carles Giró · Luis Yglesias                       | OSSA 230                         | 2T          | 1           | 662      | 2.511,903 | 104,663  |
| XIV                                   | 1968 | Joan Antoni Rodés, "Juanjo" · Ricard Fargas       | Norton 750                       | 4T          | 2           | 635      | 2.407,062 | 100,431  |
| XV                                    | 1969 | Salvador Cañellas · Carles Rocamora               | Bultaco 360                      | 2T          | 1           | 684      | 2.593,267 | 108,052  |
| XVI                                   | 1970 | Dave Degens · Ian Goddard                         | Dresda 650                       | 4T          | 2           | 656      | 2.489,202 | 103,716  |
| XVII                                  | 1971 | Augusto Brettoni · Sergio Angiolini               | Laverda 750                      | 4T          | 2           | 687      | 2.605,948 | 108,581  |
| XVIII                                 | 1972 | Joan Bordons · Benjamí Grau                       | Bultaco 360                      | 2T          | 1           | 689      | 2.611,745 | 108,965  |
| XIX                                   | 1973 | Salvador Cañellas · Benjamí Grau                  | Ducati 860                       | 4T          | 2           | 720      | 2.730,667 | 113,777  |
| XX                                    | 1974 | Georges Godier · Alain Genoud                     | Kawasaki 900                     | 4T          | 4           | 712      | 2.698,942 | 112,572  |
| XXI                                   | 1975 | Salvador Cañellas · Benjamí Grau                  | Ducati 900                       | 4T          | 2           | 731      | 2.770,965 | 115,455  |
| Campionat d'Europa de resistència     |      |                                                   |                                  |             |             |          |           |          |
| XXII                                  | 1976 | Stan Woods · Charles Williams                     | Honda 941                        | 4T          | 4           | 747      | ?         | 117,983  |
| XXIII                                 | 1977 | Christian Huguet · Penti Korhonen                 | Honda 997                        | 4T          | 4           | 760      | ?         | 120,005  |
| XXIV                                  | 1978 | Christian Léon · Jean-Claude Chemarin             | Honda 998                        | 4T          | 4           | 763      | ?         | 120,521  |
| XXV                                   | 1979 | Christian Léon · Jean-Claude Chemarin             | Honda 998                        | 4T          | 4           | 773      | 2.930,173 | 122,176  |
| Campionat del Món de resistència      |      |                                                   |                                  |             |             |          |           |          |
| XXVI                                  | 1980 | Josep Maria Mallol · Alejandro Tejedo             | Ducati 900                       | 4T          | 2           | 757      | ?         | 119,708  |
| XXVII                                 | 1981 | Raymond Roche · Jean Lafond                       | Kawasaki 1000                    | 4T          | 4           | 777      | ?         | 122,838  |
| XXVIII                                | 1982 | Christian Berthod · Jean Monnin · Marc Granié     | Kawasaki 1000                    | 4T          | 4           | 735      | ?         | 116,089  |
| No puntuable per al campionat del món |      |                                                   |                                  |             |             |          |           |          |
| XXIX                                  | 1983 | Benjamí Grau · Quique De Juan · Luis Miguel Reyes | Ducati 750                       | 4T          | 1           | 708      | ?         | 111,824  |
| XXX                                   | 1984 | Benjamí Grau · Joan Garriga · Luis Miguel Reyes   | Ducati 750                       | 4T          | 2           | 721      | ?         | 113,877  |
| XXXI                                  | 1985 | Benjamí Grau · Quique De Juan · Joan Garriga      | Ducati 750                       | 4T          | 2           | 730      | ?         | 115,299  |
| XXXII                                 | 1986 | Benjamí Grau · Joan Garriga · Carles Cardús       | Ducati 850                       | 4T          | 2           | 747      | ?         | 117,984  |